# Jules Gounon
Jules Jean-Louis Gounon (Aubenas, 31 december 1994) is een Frans autocoureur. In 2017 werd hij kampioen in de ADAC GT Masters en in 2022 en 2023 in de GT World Challenge Europe Endurance Cup. Tevens won hij de 24 uur van Spa-Francorchamps in 2017 en 2022. Hij is de zoon van voormalig Formule 1-coureur Jean-Marc Gounon en heeft een relatie met Michelle Gatting, eveneens autocoureur.

## Carrière

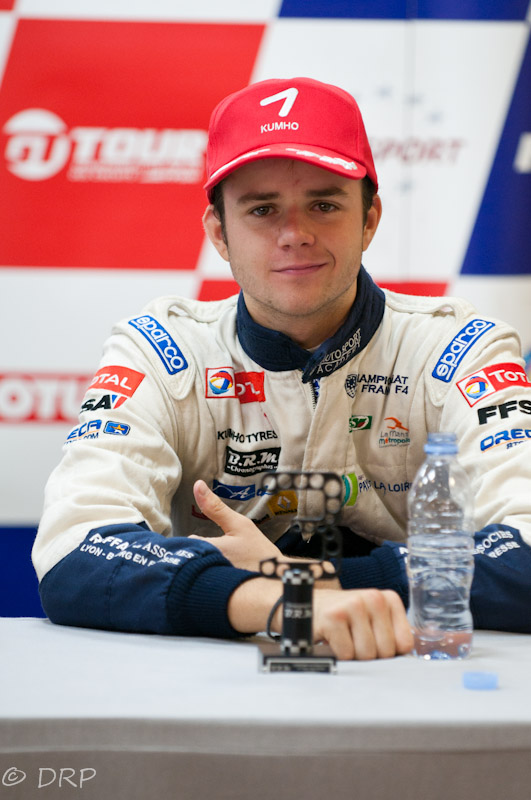
Jules Gounon in 2013.

Gounon begon zijn autosportcarrière in 2010 in het karting op vijftienjarige leeftijd. In 2011 werd hij wereldkampioen in de X30-klasse. In 2013 stapte hij over naar het formuleracing, waarin hij uitkwam in het Frans Formule 4-kampioenschap. Hij won zes races: drie op het Circuit de Nevers Magny-Cours, twee op het Circuit de Lédenon en een op het Circuit de Pau-Ville. Met 236,5 punten werd hij achter Anthoine Hubert tweede in de eindstand. In 2014 reed hij in enkele races van de Formule Renault 2.0 NEC en de Eurocup Formule Renault 2.0 voor de teams KTR en AVF, maar hij behaalde hier geen grote successen.
Na het seizoen 2014 leek de carrière van Gounon voorbij, maar nadat zijn grootvader hem €1.500 schonk, nam hij deel aan de Espoir Porsche Carrera Cup France 2015, een competitie waarmee hij een beurs van €30.000 kon winnen om in 2015 deel te nemen aan de Franse Porsche Carrera Cup. Hij zegevierde in deze competitie en reed in het volledige seizoen van de klasse. Hij behaalde een overwinning op het Circuit du Val de Vienne en werd met 125 punten zesde in het kampioenschap.
In 2016 maakte Gounon de overstap naar de ADAC GT Masters, waarin hij voor Callaway Competition de auto met Daniel Keilwitz deelde. Hij won drie races op de Sachsenring, de Lausitzring en de Red Bull Ring en was tot het eind van het jaar in de strijd om het kampioenschap verwikkeld. In de seizoensfinale op de Hockenheimring Baden-Württemberg brak hij zijn been bij een ongeluk. Met 152 punten werd hij derde in de eindstand. Ook debuteerde hij dat jaar in de Pro-Am Cup van de Blancpain GT Series Endurance Cup bij Konrad Motorsport.

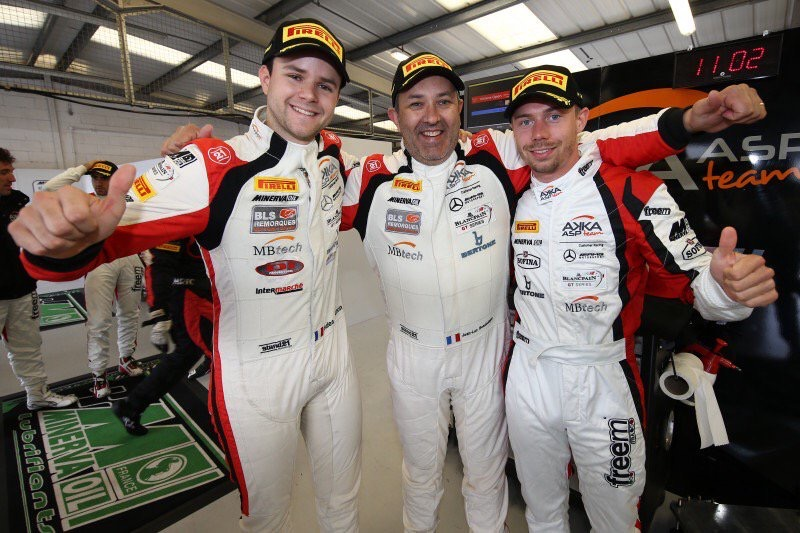
Jules Gounon (links) met Jean-Luc Beaubelique en Nico Bastian op Silverstone in 2017.

In 2017 bleef Gounon actief in de ADAC GT Masters naast Keilwitz, die tijdens het jaar geblesseerd raakte en in enkele races werd vervangen door Renger van der Zande en Albert Costa. Hij won drie races op de Red Bull Ring, het Circuit Zandvoort en de Hockenheimring en werd met 174 punten kampioen in de klasse. Ook won hij de Junior-klasse voor coureurs jonger dan 25 jaar. In de Blancpain GT Series Endurance Cup reed hij het volledige seizoen voor de teams AKKA ASP en Audi Sport Team Saintéloc. Samen met Christopher Haase en Markus Winkelhock zegevierde hij in de 24 uur van Spa-Francorchamps. Met 28 punten werd hij elfde in de eindstand.
In 2018 reed Gounon in de Blancpain GT Series Endurance Cup en de Intercontinental GT Challenge als fabriekscoureur van Bentley en kwam hij uit voor het Bentley Team M-Sport. Hij deelde de auto gedurende het seizoen met Steven Kane, Guy Smith en Jordan Pepper. In de Endurance Cup behaalde hij een podiumplaats op het Circuit Paul Ricard en werd hij met 29 punten veertiende in de eindstand. In de GT Challenge behaalde hij een top 10-finish op het Circuit de Spa-Francorchamps. Tevens reed hij dat jaar een gastrace in de Super GT tijdens de 500 mijl van Fuji, waarin hij dertiende werd.

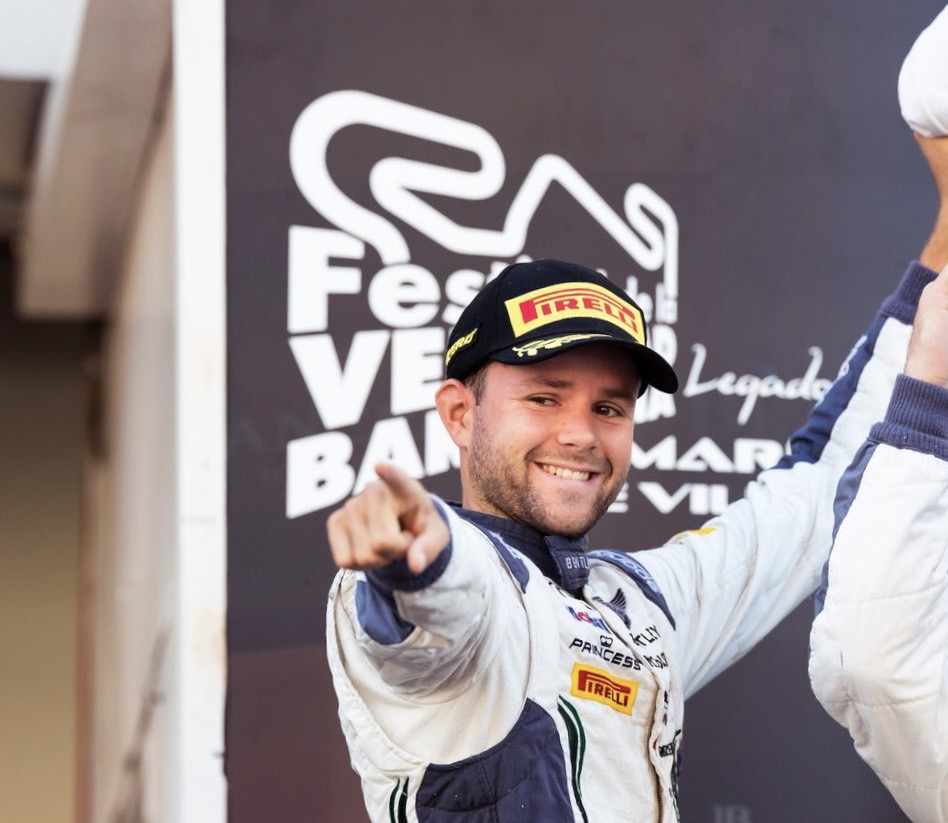
Jules Gounon op het Circuit de Barcelona-Catalunya in 2019.

In 2019 bleef Gounon actief in de Endurance Cup en de GT Challenge bij Bentley als teamgenoot van Kane en Pepper. In de Endurance Cup won hij de race op Paul Ricard en stond hij tevens op het Circuit de Barcelona-Catalunya op het podium, waardoor hij met 49 punten vierde in het eindklassement werd. In de GT Challenge was een zevende plaats op het Mount Panorama Circuit zijn beste resultaat en eindigde hij met 10 punten op plaats 25 in het klassement. Dat jaar debuteerde hij ook in de 24 uur van Le Mans bij het team Risi Competizione in een Ferrari 488 GTE Evo als teamgenoot van Pipo Derani en Oliver Jarvis en werd hij elfde in de LMGTE Pro-klasse.
In 2020 reed Gounon in de GT World Challenge Europe Endurance Cup, de opvolger van de Blancpain GT Series Endurance Cup, en de GT World Challenge Europe Sprint Cup voor respectievelijk de teams Bentley K-PAX Racing en CMR. In de Endurance Cup was hij de teamgenoot van Maxime Soulet en Rodrigo Baptista en was een tiende plaats op Spa-Francorchamps zijn beste resultaat, waardoor hij met 6 punten op plaats 23 in het klassement eindigde. In de Sprint Cup deelde hij de auto met Nelson Panciatici en behaalde hij een podiumfinish in de seizoensopener op het Misano World Circuit Marco Simoncelli, zodat hij met 22,5 punten dertiende in het kampioenschap werd. Ook reed hij in de Intercontinental GT Challenge met Pepper en Soulet als teamgenoten en won hij op Bathurst, zodat hij met 28 punten zevende werd. Tevens keerde hij terug naar de 24 uur van Le Mans en deelde hij voor Risi Competizione de auto met Sébastien Bourdais en Olivier Pla; hij werd vierde in de LMGTE Pro-klasse.
In 2021 werd Gounon fabriekscoureur van Mercedes-Benz. Dat jaar nam hij deel aan zowel de Endurance als de Sprint Cup en keerde hij tevens terug in de ADAC GT Masters. In de Endurance Cup deelde hij de auto met Raffaele Marciello en Daniel Juncadella, die tijdens het seizoen door Felipe Fraga werd vervangen. Hij eindigde in de races op het Autodromo Nazionale Monza en de Nürburgring op het podium, voordat hij de seizoensfinale in Barcelona wist te winnen. Met 79 punten werd hij tweede in de eindstand. In de Sprint Cup reed hij samen met Răzvan Umbrărescu en behaalde hij podiumfinishes op Brands Hatch en het Circuit Ricardo Tormo Valencia, waardoor hij met 35,5 punten zevende in het klassement werd. In de ADAC GT Masters kwam hij samen met Igor Walilko uit voor het Team Zakspeed Mobil Krankenkasse Racing en won hij tweemaal op de Lausitzring en de Sachsenring, zodat hij zesde in het kampioenschap werd met 136 punten.

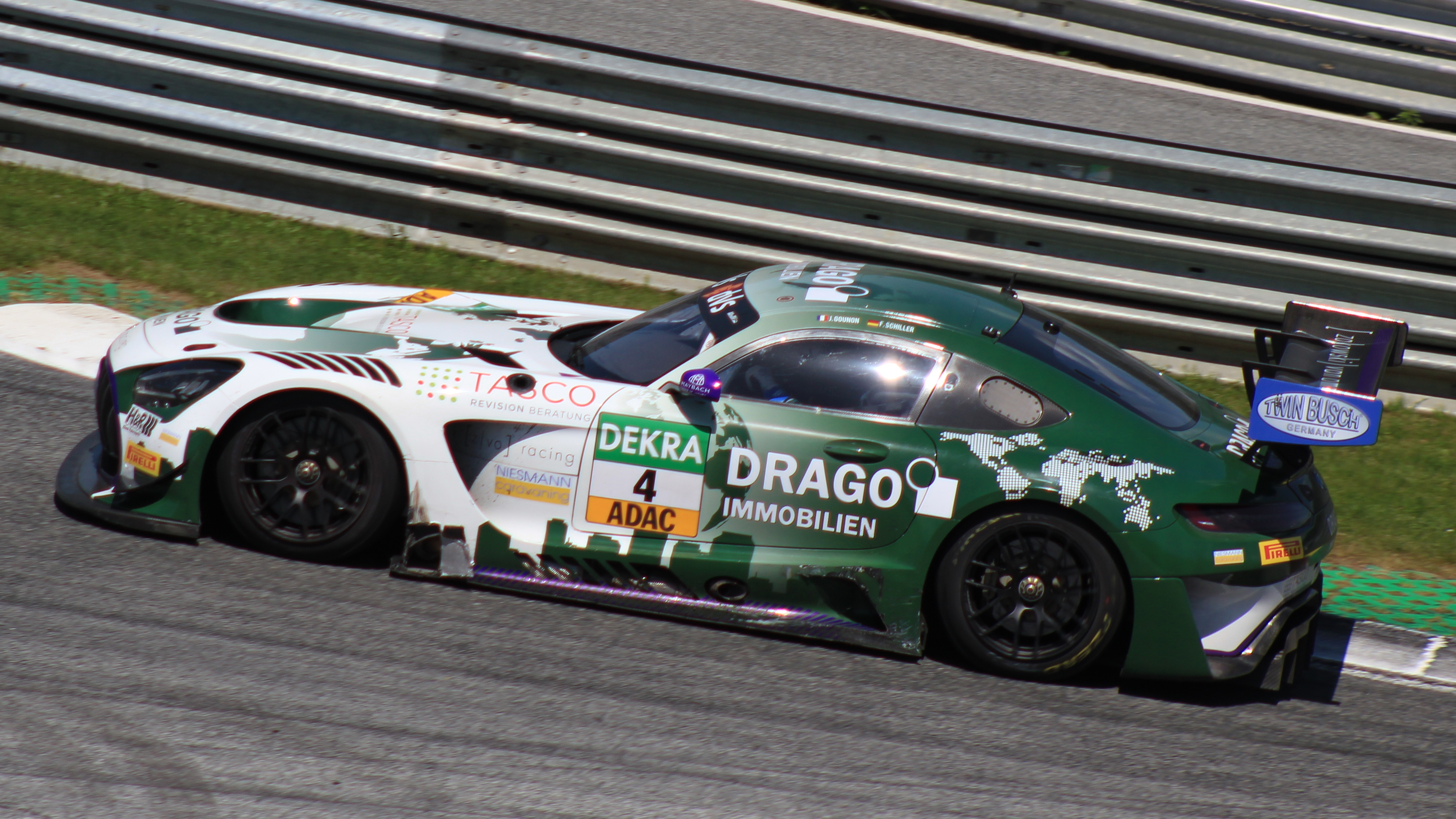
Jules Gounon op de Red Bull Ring in 2022.

In 2022 reed Gounon bij het AKKodis ASP Team naast Marciello en Juncadella in de Endurance Cup en naast Jim Pla in de Sprint Cup. In de Endurance Cup won hij voor de tweede keer de 24 uur van Spa-Francorchamps en stond hij eveneens op het Autodromo Internazionale Enzo e Dino Ferrari en op Paul Ricard op het podium, waardoor hij met 89 punten kampioen in de klasse werd. In de Sprint Cup miste hij twee weekenden, maar stond hij op Brands Hatch en Zandvoort wel op het podium. Met 41,5 punten eindigde hij hier als zevende. In de ADAC GT Masters reed hij voor het Drago Racing Team zvo naast Fabian Schiller, met wie hij vier races op de Motorsport Arena Oschersleben, de Nürburgring, de Sachsenring en de Hockenheimring won. Met 153 punten werd hij derde in de eindstand. In de International GT Challenge won hij op Bathurst en Spa-Francorchamps en eindigde hij met 65 punten als tweede achter Juncadella.
In 2023 ging Gounon rijden met een Andorrese racelicentie. In de Endurance Cup reed hij naast Marciello en Timur Boguslavskiy, met wie hij de races op Paul Ricard en de Nürburgring won en tevens in de 24 uur van Spa-Francorchamps op het podium finishte. Door 104 punten te scoren wist hij zijn titel met succes te verdedigen. Daarnaast debuteerde hij in de GTD Pro-klasse van het IMSA SportsCar Championship bij het team WeatherTech Racing als teamgenoot van Juncadella. Hij won de 24 uur van Daytona en behaalde ook zeges op Laguna Seca, de Indianapolis Motor Speedway en in Petit Le Mans. Met 3648 punten werd hij tweede in de eindstand. Ook maakte hij zijn debuut in de GT3-klasse van het Britse GT-kampioenschap bij 2 Seas Motorsport als teamgenoot van Ian Loggie. Hij won een race op het Oulton Park Circuit en stond ook op Donington Park en het Snetterton Motor Racing Circuit op het podium. Met 122,5 punten werd hij zesde in het klassement. In de International GT Challenge won hij op Bathurst en stond hij in alle andere races op het podium, waardoor hij met 91 punten ook hier kampioen werd.
In 2024 kreeg Gounon in de Endurance Cup met Schiller en Luca Stolz twee nieuwe teamgenoten. In de seizoensopener op Paul Ricard stond hij op het podium. Daarnaast keerde hij terug in de Sprint Cup, waarin hij voor Boutsen VDS de auto met Maximilian Götz deelde. Hij won in Barcelona en stond eveneens op Brands Hatch en Magny-Cours op het podium. Met 52 punten werd hij vijfde in de eindstand. Ook was hij dat jaar de testcoureur van het FIA World Endurance Championship-team van Alpine. In deze vorm mocht hij vier races rijden als invallers van respectievelijk Ferdinand Habsburg, Paul-Loup Chatin en Charles Milesi bij het Alpine Endurance Team. Tegen het eind van het jaar debuteerde hij tevens in de DTM bij het Mercedes-AMG Team HRT in de seizoensfinale op Hockenheim als invaller voor de met gezondheidsproblemen kampende Stolz.